# Raffaele Speranzon
Raffaele Speranzon (Venezia, 7 ottobre 1971) è un politico italiano, dal 13 ottobre 2022 senatore della Repubblica per Fratelli d'Italia.

## Biografia
Nato il 7 ottobre 1971 a Venezia, ha iniziato ad interessarsi alla politica fin da giovanissimo, iscrivendosi a quattordici anni nel Fronte della Gioventù, l'organizzazione giovanile del Movimento Sociale Italiano (MSI), e si candida per la prima volta alle elezioni comunali di Venezia nel 1990. Trasformatosi il MSI, con la svolta di Fiuggi, in Alleanza Nazionale, è stato eletto consigliere comunale a Venezia nel 1997 con 626 preferenze, riconfermato nel 2000, risultando a 28 anni con oltre mille preferenze il secondo più votato tra tutti i candidati al comune di Venezia.
Alle elezioni amministrative del 2005 è stato candidato a sindaco di Venezia, sostenuto da Alleanza Nazionale e la lista “Più Donne”, raccogliendo il 6,5% dei voti, arrivando quarto e non accedendo al ballottaggio. In seguito aderisce al Popolo della Libertà (PdL), partito con il quale è stato rieletto consigliere alle amministrative del 2010.  Dal 9 luglio 2009 al 12 gennaio 2015 è stato assessore alla cultura ed allo sport alla Provincia di Venezia.
A dicembre 2012 partecipa alla scissione del PdL guidata da Giorgia Meloni, Ignazio La Russa e Guido Crosetto che porta alla nascita di Fratelli d'Italia (FdI), diventando fin da subito un dirigente a livello nazionale.
Dal 2008 al 2011 è stato presidente di Veneto Acque, mentre dal 2016 al 2019 è stato vicepresidente di Finest Spa e dal 2018 al 2020 è stato presidente di ATER Venezia.
Alle elezioni regionali in Veneto del 2020 si candida tra le liste di Fratelli d'Italia, nella mozione del presidente uscente leghista Luca Zaia, venendo eletto nella circoscrizione di Venezia con 4.296 preferenze in consiglio regionale del Veneto, dove ricopre l'incarico di capogruppo di FdI.
Alle elezioni politiche anticipate del 2022 viene candidato al Senato della Repubblica nel collegio uninominale Veneto - 01 (Venezia), sostenuto dalla coalizione di centro-destra in quota Fratelli d'Italia, venendo eletto senatore con il 53,64% dei voti e superando nettamente più del doppio rispetto il principale candidato del centro-sinistra, in quota Partito Democratico-IDP, Michele Mognato (25,48%). Nella XIX legislatura è vice-capogruppo vicario del gruppo parlamentare di Fratelli d'Italia al Senato, oltreché componente della 3ª Commissione Affari esteri e difesa, della 7ª Commissione Istruzione pubblica, beni culturali in sostituzione del ministro Nello Musumeci, della Commissione straordinaria per il contrasto dei fenomeni di intolleranza, razzismo, antisemitismo e istigazione all'odio e alla violenza, della commissione parlamentare di vigilanza Rai e della sottocommissione permanente per l'accesso.